# Tétis (titânide)
Tétis (em grego:  Τηθύς, transl.: Tēthýs), na mitologia grega, era uma titânide, filha de Urano e de Gaia. Da sua união com o seu irmão Oceano, nasceram as oceânides.
As oceânides são três mil, e eles também tiveram três mil rios como filhos. Personifica a fecundidade da água, que alimenta os corpos e forma a seiva da vegetação.
Tétis cuidou de Hera, entregue a ela por Reia, durante a luta entre titãs e os deuses olímpicos. Em reconhecimento, a rainha do Olimpo reconciliou-a com Oceano, quando o casal se desentendeu. Tétis é representada como uma mulher jovem, de aspecto sábio. Passeia pelo mundo numa concha de marfim, puxada por cavalos brancos.
O nome da titânide Tétis é o mesmo, em português, que sua neta, a nereida Tétis, filha de Dóris (uma das oceânides) e mãe de Aquiles. Porém em grego os nomes são diferentes: a titânide se escreve Τηθύς (tethys) e a nereida Θέτις (thetis) [carece de fontes?]. 